# Gaggia
Gaggia ist ein italienischer Hersteller von Haushaltsgeräten, insbesondere von Geräten zur Kaffee- und Espressozubereitung. Zu dem Produktsortiment gehören unter anderem Espressomaschinen für den privaten und professionellen Einsatz, Kaffeevollautomaten, Kaffeepadsysteme und Kaffeemühlen.

## Geschichte
Giovanni Achille Gaggia meldete 1938 ein Patent für ein Kolbensystem an, das es ihm ermöglichte, Wasser unter Druck durch Kaffeepulver zu pressen. Das Ergebnis war ein Espresso mit einer schaumigen Krone, der sogenannten Crema. Gaggia setzte das Verfahren zunächst in seiner Café-Bar in Mailand ein.
Erst 1948 gründete er das gleichnamige Unternehmen, das zunächst nur Espressomaschinen für den professionellen Einsatz herstellte. 1977 wurde das Produktportfolio um Geräte für den privaten Haushalt erweitert, das heute auch das Kerngeschäft ist. 1999 erwarb der italienische Kaffeevollautomatenhersteller Saeco mit 60 % die Mehrheit an Gaggia, seit 2017 ist Saeco (und damit Gaggia) ein Teil der italienischen Evoca Group.
Die Sparte mit Kaffeemaschinen für den Heimgebrauch verblieb bei Philips.

## Galerie

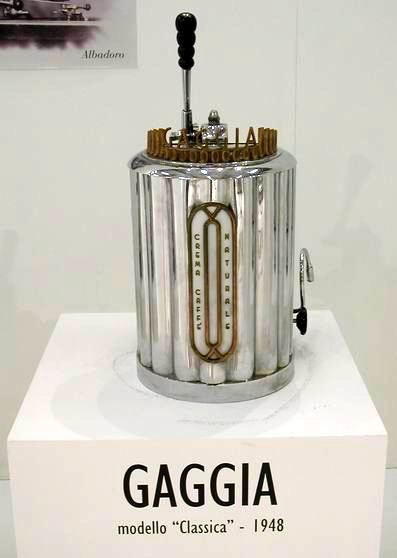
Model „Classica“ (1948)
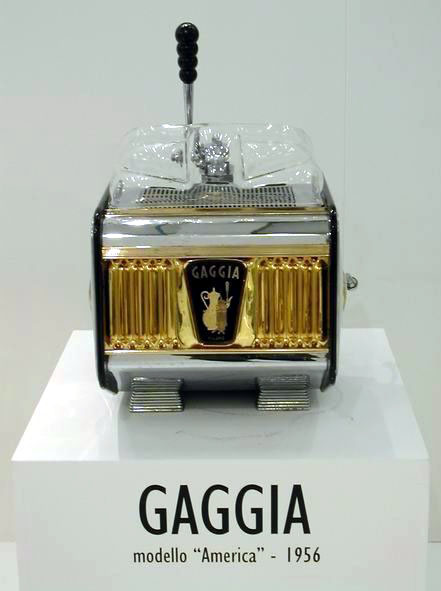
Model „America“ (1956)
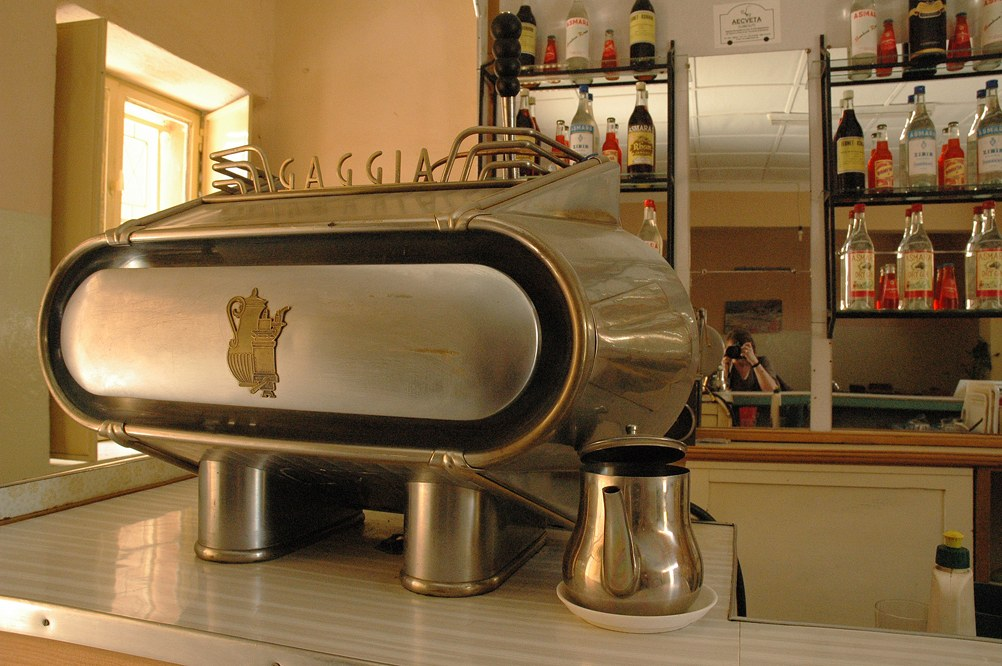
Gewerbliche Gaggia Espressomaschine
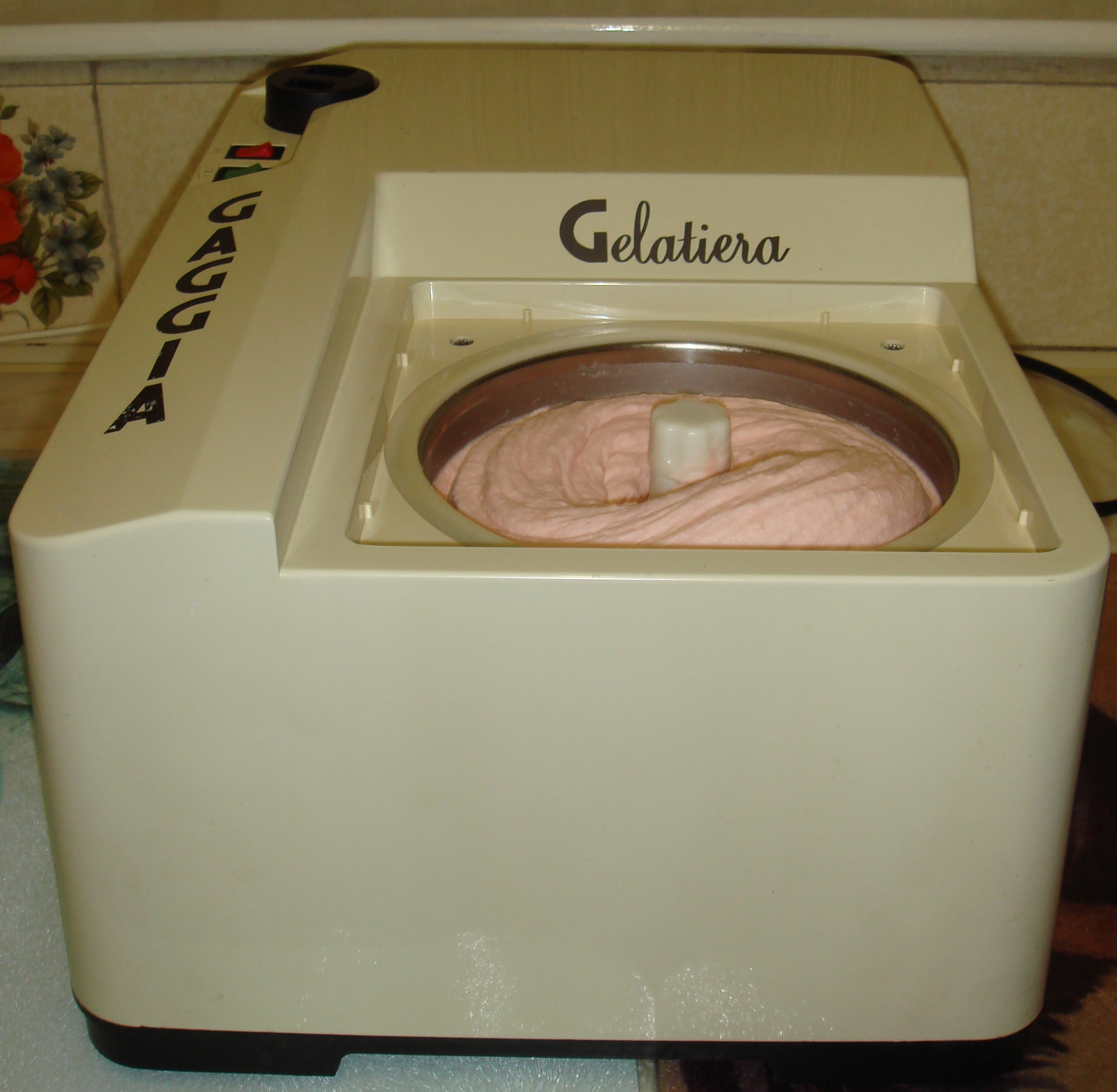
Eine von Gaggia vertriebene Eismaschine
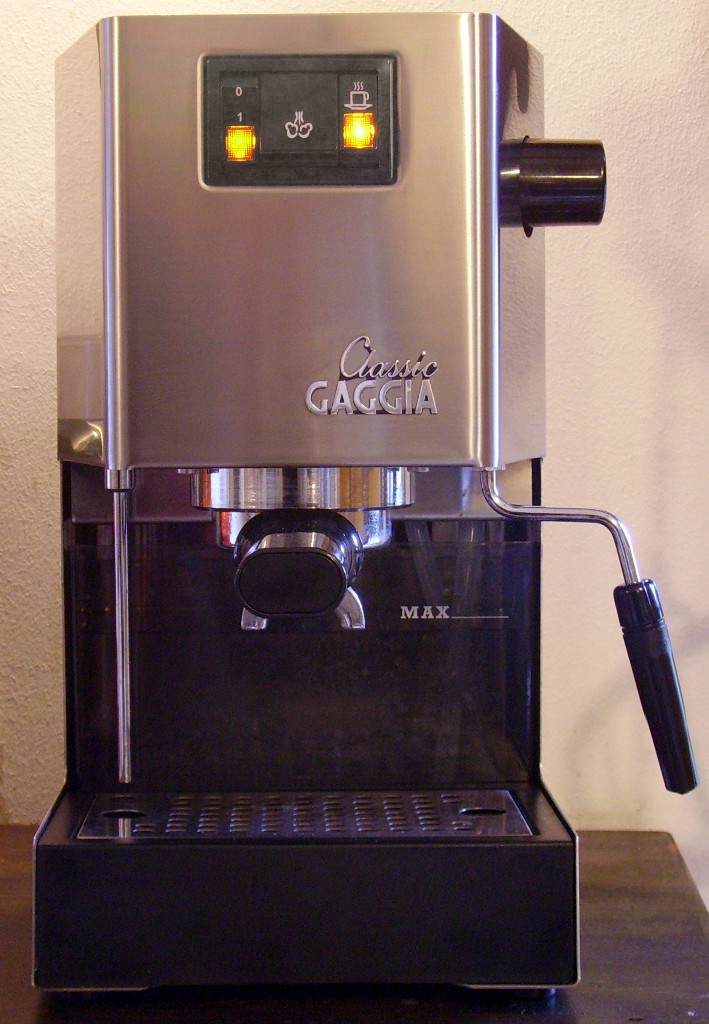
Espressomaschine Baujahr 2010
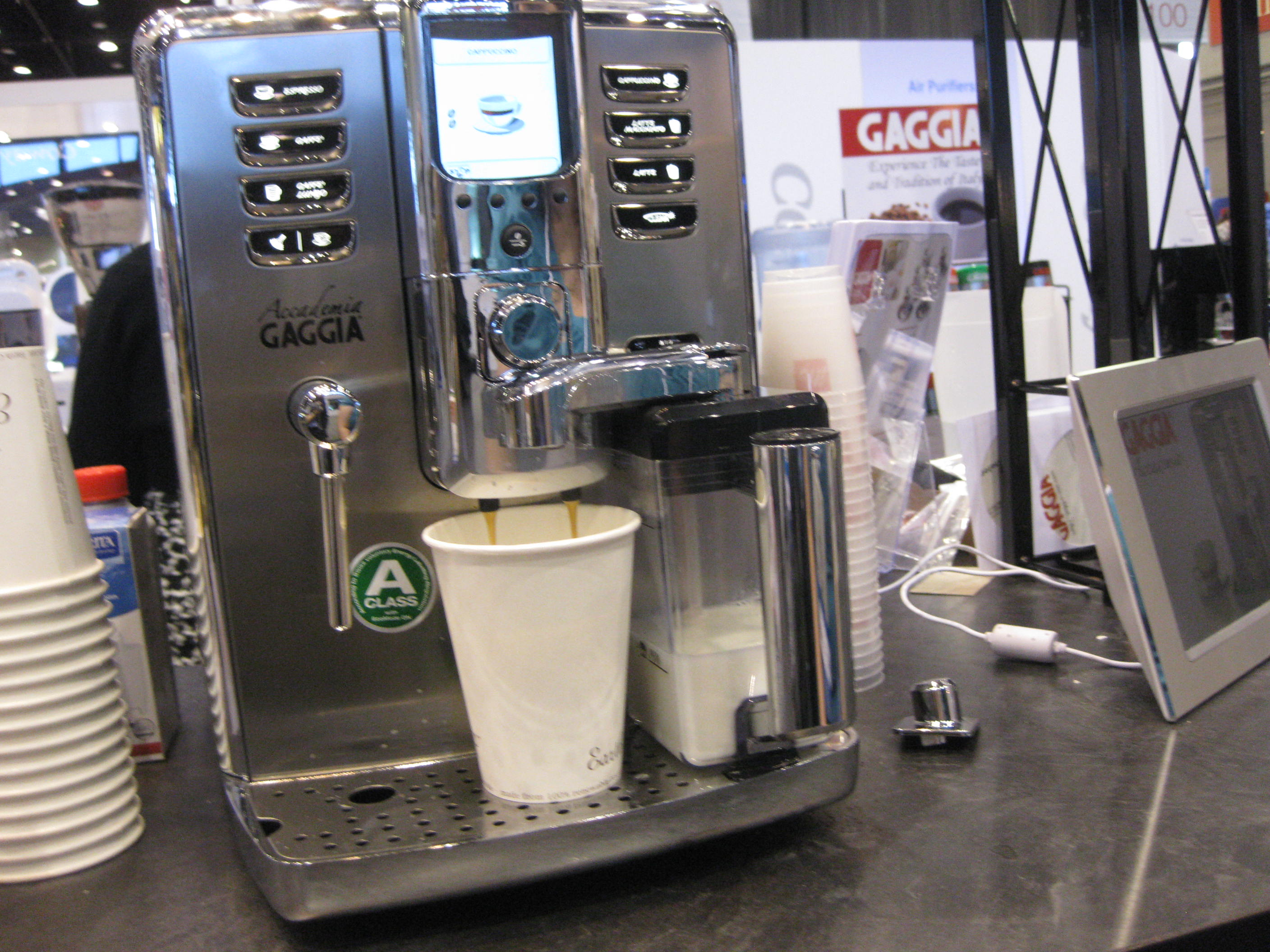
Gaggia Kaffeevollautomat